# فدریکو برانکولینی
فدریکو برانکولینی (انگلیسی: Federico Brancolini؛ زادهٔ ۱۴ ژوئیهٔ ۲۰۰۱) بازیکن فوتبال است.
وی همچنین در تیم‌های ملی فوتبال زیر ۱۸ سال ایتالیا و زیر ۱۹ سال ایتالیا بازی کرده‌است.